# Cyberaanval op iCloud
De cyberaanval op iCloud was een gerichte cyberaanval op de internetdienst iCloud, waarbij anonieme hackers privéfoto's, waaronder naaktfoto's uit de persoonlijke collectie van beroemdheden buitmaakten en vanaf 31 augustus 2014 op internet publiceerden. De gebeurtenis is ook bekend als The Fappening en Celebgate.
In het totaal zijn 137 personen getroffen door de iCloud-hack. De foto's verschenen in de periode van augustus tot oktober online op 4chan. Later verspreidden de foto's zich via sociaalnetwerksites als Imgur, Reddit en Tumblr. Daarna bevestigde Apple dat de foto's van hun iCloud waren gehaald. De hackers behaalden de foto's door gerichte aanvallen op de accounts uit te voeren.

## Techniek
De hackers gebruikten twee methoden om de foto's te verkrijgen. Bij de eerste methode beantwoordden ze de beveiligingsvragen van de accounts. De tweede methode is het brute-forcen. Een programma kiest automatisch tien wachtwoorden per seconde uit een lijst van vaak voorkomende wachtwoorden. Apple zorgde er na de hack voor dat na vijf maal proberen het iCloud-account blokkeert.

## Media
Apple kwam onder vuur na het lek van deze foto's. Sommigen verweten het bedrijf dat ze al een halfjaar op de hoogte waren van de kwetsbaarheid in de software. Softwareontwikkelaar Ibrahim Balic wees Apple meermaals op het probleem, maar hier reageerde het bedrijf niet op. Ibrahim Balic schreef meerdere e-mails waarin hij vertelde dat hij een probleem had gevonden bij de cloud-service van Apple. Hij kon namelijk meer dan 20.000 keer een wachtwoord invoeren voor een account. Ook op een blog schreef hij over deze kwetsbaarheid.
Na het incident trof Apple maatregelen. Zo gaan ze hun gebruikers meer waarschuwen over gebeurtenissen rondom hun account. Ze krijgen push-berichten en een e-mail wanneer er een nieuwe back-up op een nieuw apparaat geïnstalleerd is. Ook verschijnen er meldingen wanneer de gebruiker voor het eerst ergens inlogt op een nieuw apparaat of een nieuwe locatie. Als de gebruiker inlogt op een account via een browser, is er verificatie nodig van een iPhone.

### Slachtoffers en reacties
De eerste vrijgegeven bestanden waren foto's en video's van meer dan 100 beroemdheden. Kort nadat de foto's gelekt waren, reageerden beroemdheden op de foto's. Sommigen vertelden dat ze vals waren. Beroemdheden die vertelden dat de foto's wel echt waren zijn: Jennifer Lawrence, Kate Upton en Mary Elizabeth Winstead.
Beroemdheden die ontkennen dat de foto's echt zijn: Ariana Grande, Yvonne Strahovski en Nick Hogan. Hogan was de eerste mannelijke beroemdheid die slachtoffer was van de iCloud-hack. Ook McKayla Maroney ontkende eerst de echtheid van de foto's. Later gaf ze toe dat ze echt waren, maar op het moment van de feiten was ze minderjarig. Ook op Reddit deelden de gebruikers foto's van McKayla Maroney. De beheerders van Reddit haalden haar foto's offline. Personen die deze foto's toch online zetten, zullen ze verbannen en gerechtelijk laten vervolgen voor het verspreiden van kinderpornografie.

## Veroordelingen
Tussen maart 2016 en oktober 2018 werden 5 personen veroordeeld; ze kregen gevangenisstraffen van 8 tot 34 maanden.